# Phalantias
Phalantias is een geslacht van kevers van de familie snoerhalskevers (Anthicidae).

## Soorten
- P. besucheti Bonadona, 1982
- P. blairi Heberdey, 1936
- P. euconnoides Bonadona, 1982
- P. grandiceps Heberdey, 1936
- P. loebli Bonadona, 1982
- P. minutus Bonadona, 1982
- P. mussardi Bonadona, 1982
- P. praeclarus Bonadona, 1982